# Thomas Taylour (1er comte de Bective)
Thomas Taylour (20 octobre 1724 - 14 février 1795) est un pair et un homme politique irlandais.

## Biographie
Il est le fils aîné de Thomas Taylor, 2e baronnet et de sa femme Sarah Graham, fille de John Graham. En 1757, il succède à son père comme baronnet. Il fait ses études au Trinity College, à Dublin.
Il entre à la Chambre des communes irlandaise en 1747 et siège comme député de Kells jusqu'en 1760 lorsqu'il devient baron dans la pairie d'Irlande sous le nom de baron Headfort, de Headfort, dans le comté de Meath. En 1762, nommé vicomte Headfort de Headfort dans le comté de Meath et le 24 octobre 1766, il est finalement élevé à la dignité de comte de Bective, de Bective Castle, dans le comté de Meath. En 1783, il devient membre fondateur de l'Ordre de Saint-Patrick et en 1785, il est admis au Conseil privé d'Irlande.

## Famille
Le 4 juillet 1754, il épouse Jane Rowley, fille de Hercules Langford Rowley et de sa femme Elizabeth Rowley, 1re vicomtesse Langford . Ils ont quatre filles et six fils . Il est décédé à l'âge de 70 ans. Son fils aîné, Thomas lui succède. Son deuxième fils, Hercule, et son troisième, Robert, représentent la même circonscription que leur père. Le quatrième fils, Clotworthy Rowley (1er baron Langford), est lui-même anobli en tant que baron Langford. Son petit-fils, le général Richard Taylor (général), mène une brillante carrière dans l'armée.